# مترو (فیلم ۱۹۹۷)
مترو (انگلیسی: Metro) یک فیلم اکشن و کمدی-درام آمریکایی محصول سال ۱۹۹۷ با بازی ادی مورفی، مایکل راپاپورت، مایکل وینکات و آرت ایوانز به کارگردانی توماس کارتر و تهیه‌کنندگی راجر برنبام است. خلاصه داستان: اسکات روپر (مورفی)، مذاکره کننده گروگان و بازرس اداره پلیس سان فرانسیسکو است که به دنبال انتقام از یک سارق جواهرات روانی، مایکل کوردا (وینکات) است که بهترین دوست راپر، ستوان سم بافرت (ایوانز) را به قتل رساند. این فیلم در ۱۷ ژانویه ۱۹۹۷ در ایالات متحده اکران شد و ۳۲ میلیون دلار فروخت.

## گیشه
مترو در نهایت ۳۲ دلار در داخل کشور به ارمغان آورد و بودجه ۵۵ میلیون دلاری خود را بازیابی نکرد. کارگردان فیلم توماس کارتر گفت که یکی از بزرگ‌ترین اشتباهاتی که در دوران حرفه‌ای خود مرتکب شد این بود که این فیلم را به عنوان یک فیلم درجه‌بندی شده R ساخت. او همچنین رتبه‌بندی را مقصر این استقبال بد دانست.